# Henri Mančini
Henri Nikola Mančini (rođen Enriko Nikola Mančini; 16. april 1924 – 14. jun 1994) bio je američki kompozitor, dirigent, aranžer, pijanista i flautista. Često je navodi kao jedan od najvećih kompozitora u istoriji filma. On je osvojio je četiri Oskara, Zlatni globus i dvadeset nagrada Gremi, plus posthumnu nagradu Grammi za životno delo 1995. godine.
Njegovi radovi obuhvataju temu i saundtrak za televizijsku seriju Piter Gan, kao i muzika za filmske serije Pink Panter (The Pink Panther Theme) i „Mun river” iz filma Doručak kod Tifanijevih. Muzika Pitera Gana osvojila je prvu nagradu Gremi za album godine. Mančini je takođe imao dugu saradnju u kojoj je komponovao filmske partiture za režisera Blejka Edvardsa. Mančini je osvojio i hit singl tokom rok ere na Bilbord lestvicama. Njegov aranžman i snimak „Ljubavne teme iz Romea i Julije” je bio tokom dve nedelje na vrhu Bilborda, počevši od 29. juna 1969. godine.

## Diskografija

### Hit singlovi
| Godina | Singl                                   | Najbolji plasman | Najbolji plasman | Najbolji plasman | Najbolji plasman | Najbolji plasman |
| Godina | Singl                                   | US               | CB               | US AC            | US kantri        | UK               |
| ------ | --------------------------------------- | ---------------- | ---------------- | ---------------- | ---------------- | ---------------- |
| 1960   | "Mr. Lucky"                             | 21               | 20               | —                | —                | —                |
| 1960   | "High Time"                             | —                | 125              | —                | —                | —                |
| 1961   | "Theme from the Great Imposter"         | 90               | 87               | —                | —                | —                |
| 1961   | "Moon River"                            | 11               | 5                | 1                | —                | 44               |
| 1962   | "Experiment In Terror"                  | —                | 119              | —                | —                | —                |
| 1962   | "Theme from Hatari"                     | 95               | 89               | —                | —                | —                |
| 1963   | "Days of Wine and Roses"                | 33               | 29               | 10               | —                | —                |
| 1963   | "Banzai Pipeline"                       | 93               | 98               | —                | —                | —                |
| 1963   | "Charade"                               | 36               | 43               | 15               | —                | —                |
| 1964   | "The Pink Panther Theme"                | 31               | 54               | 10               | —                | —                |
| 1964   | "A Shot in the Dark"                    | 97               | 102              | —                | —                | —                |
| 1964   | "Dear Heart"                            | 77               | 39               | 14               | —                | —                |
| 1964   | "How Soon"                              | —                | —                | —                | —                | 10               |
| 1965   | "The Sweetheart Tree"                   | 117              | 89               | 23               | —                | —                |
| 1965   | "La Raspa"                              | —                | 134              | —                | —                | —                |
| 1965   | "Moment to Moment"                      | —                | 126              | 27               | —                | —                |
| 1966   | "Hawaii (Main Theme)"                   | —                | —                | 6                | —                | —                |
| 1967   | "Two For the Road"                      | —                | —                | 17               | —                | —                |
| 1967   | "Wait Until Dark"                       | —                | —                | 4                | —                | —                |
| 1968   | "Norma La De Guadalajara"               | —                | —                | 21               | —                | —                |
| 1968   | "A Man, a Horse and a Gun"              | —                | 120              | 36               | —                | —                |
| 1969   | "Love Theme from Romeo and Juliet"      | 1                | 1                | 1                | —                | —                |
| 1969   | "Moonlight Sonata"                      | 87               | 96               | 15               | —                | —                |
| 1969   | "There Isn't Enough to Go Around"       | —                | —                | 39               | —                | —                |
| 1970   | "Theme from Z (Life Goes On)"           | 115              | 112              | 17               | —                | —                |
| 1970   | "Theme from The Molly Maguires"         | —                | 123              | —                | —                | —                |
| 1970   | "Darling Lili"                          | —                | —                | 26               | —                | —                |
| 1971   | "Love Story"                            | 13               | 11               | 2                | —                | —                |
| 1971   | "Theme from Cade's County"              | —                | —                | 14               | —                | 42               |
| 1972   | "Theme from Nicholas and Alexandra"     | —                | 121              | —                | —                | —                |
| 1972   | "Theme from the Mancini Generation"     | —                | —                | 38               | —                | —                |
| 1972   | "All His Children" (with Charley Pride) | 92               | 95               | —                | 2                | —                |
| 1973   | "Oklahoma Crude"                        | —                | —                | 38               | —                | —                |
| 1974   | "Hangin' Out" (with the Mouldy Seven)   | —                | —                | 21               | —                | —                |
| 1975   | "Once Is Not Enough"                    | —                | —                | 45               | —                | —                |
| 1976   | "African Symphony"                      | —                | —                | 40               | —                | —                |
| 1976   | "Slow Hot Wind"                         | —                | —                | 38               | —                | —                |
| 1977   | "Theme from Charlie's Angels""          | 45               | 73               | 22               | —                | —                |
| 1980   | "Ravel's Bolero"                        | 101              | 59               | —                | —                | —                |
| 1984   | "The Thornbirds Theme"                  | —                | —                | —                | —                | 23               |

### Albumi
- The Versatile Henry Mancini (Liberty LRP 3121, 1957)
- Sousa in Stereo (Warner Bros. BS 1209, 1958)
- The Music from Peter Gunn, (RCA Victor LSP-1956, 1959)
- More Music from Peter Gunn, (RCA Victor LSP-2040, 1959)
- The Mancini Touch (RCA Victor LSP 2101, 1959)
- The Blues and the Beat (RCA Victor LSP-2147, 1960)
- Music from Mr. Lucky, (RCA Victor LSP-2198, 1960)
- Combo! (RCA Victor LSP-2258, 1960)
- Mr. Lucky Goes Latin (RCA Victor LSP-2360, 1961)
- Our Man in Hollywood (RCA Victor LSP-2604)
- Uniquely Mancini (RCA Victor LSP-2692)
- The Best of Mancini (RCA Victor LSP-2693)
- Mancini Plays Mancini (RCA Camden CAS-2158)
- Everybody's Favorite (RCA Camden CXS-9034)
- Concert Sound of Henry Mancini (RCA Victor LSP-2897)
- Dear Heart (And Other Songs About Love) (RCA Victor LSP-2990)
- Theme Scene (RCA Victor LSP-3052)
- Debut Conducting the Philadelphia Orchestra (RCA Victor LSP-3106)
- The Best of Vol. 3 (RCA Victor LSP-3347)
- The Latin Sound of Henry Mancini (RCA Victor LSP-3356)
- A Merry Mancini Christmas (RCA Victor LSP-3612)
- Mancini Country (RCA Victor LSP-3668)
- Mancini '67 (RCA Victor LSP-3694)
- Music of Hawaii (RCA Victor LSP-3713)
- Brass on Ivory sa Dokom Severinsenom (RCA Victor LSP-3756)
- A Warm Shade of Ivory (RCA Victor LSP-4140)
- The Big Latin Band of Henry Mancini (RCA Victor LSP-4049, 1968)
- Six Hours Past Sunset (RCA Victor LSP-4239)
- Theme Music from Z & Other Film Music (RCA Victor LSP-4350)
- Big Screen-Little Screen (RCA Victor LSP-4630)
- This Is Henry Mancini (RCA Victor VPS6029)
- Music from the TV Series "The Mancini Generation" (RCA Victor LSP-4689)
- The Academy Award Songs (RCA Victor LSP-6013)
- Brass Ivory & Strings sa Dokom Severinsenom (RCA APL1-0098)
- Pure Gold (RCA ANL1-0980)
- The Theme Scene (RCA APL1-3052)
- Country Gentleman (RCA APL1-0270
- Hangin' Out (RCA CPL1-0672)
- Symphonic Soul (RCA APL1-1025
- Mancini's Angels (RCA CPL1-2290)
- The Hollywood Musicals sa Džonijem Matisom (Columbia/CBS CK 40372)

### Baleti
- Coffee House (1959), written for the Gene Kelly Show

### Snimci
- Arabesque, RCA Victor LSP-3623
- Bachelor in Paradise, Film Score Monthly FSMCD 7  (18):
- Breakfast at Tiffany's: Music from the Motion Picture, RCA Victor LSP-2362
- Charade, RCA Victor LSP-2755
- Darling Lili, RCA LSPX-1000
- Experiment in Terror, RCA Victor LSP-2442
- Gaily, Gaily, United Artists UAS-5202
- The Glass Menagerie, MCA MCAD-6222
- The Great Mouse Detective, Varèse Sarabande/MCA VSD-5359
- The Great Race, RCA Victor LSP-3402
- The Great Waldo Pepper, MCA MCA-2085
- Gunn, RCA Victor LSP-3840
- Harry & Son, Quartet Records QRSCE023
- Hatari!, RCA Victor LSP-2559
- The Hawaiians, United Artists UAS-5210
- High Time, RCA Victor LSP-2314
- Lifeforce, Varèse Sarabande STV-81249
- Me, Natalie, Columbia OS-03350
- The Molly Maguires, Paramount PAS-6000
- Mommie Dearest, Real Gone Music RGM-0640
- Mr. Hobbs Takes a Vacation, Intrada special collection vol. 11
- Nightwing, Varèse Sarabande VCL-0309-1091
- Oklahoma Crude, RCA Victor APL1-0271
- The Party, RCA Victor LSP-3997
- The Pink Panther, RCA Victor LSP-2795
- The Pink Panther Strikes Again, United Artists UA-LA694
- The Return of the Pink Panther, RCA Victor ABL1-0968
- Revenge of the Pink Panther, United Artists UA-LA913-H
- Santa Claus: The Movie, EMI America SJ-17177
- Silver Streak, Intrada special collection vol. 5
- Sometimes a Great Notion, Decca DL-79185
- Son of the Pink Panther, Milan/BMG 74321-16461-2
- Sunflower, Avco Embassy AVE-0-11001
- Sunset, Quartet Records QRSCE
- The Thief Who Came to Dinner, Warner Bros. BS 2700
- The Thorn Birds, Varèse Sarabande/Universal 066 564-2
- Tom and Jerry – The Movie, MCA MCAD-10721
- Touch of Evil, Challenge CHL-602
- Two for the Road, RCA Victor LSP-3802
- Victor Victoria, GNP Crescendo GNPD-8038
- Visions of Eight, RCA Victor ABL1-0231
- W.C. Fields and Me, MCA MCA-2092
- What Did You Do in the War, Daddy?, RCA Victor LSP-3648
- Who Is Killing the Great Chefs of Europe?, Epic SE-35692
- Without a Clue, BSX BSXCD-8832

### Filmografija
- The Raiders (1952)
- The Glenn Miller Story (1953)
- Abbott and Costello Go to Mars (1953)
- Law and Order (1953)
- City Beneath the Sea (1953)
- Destry (1954)
- Creature from the Black Lagoon (1954)
- The Private War of Major Benson (1955)
- The Benny Goodman Story (1956)
- The Creature Walks Among Us (1956)
- Rock, Pretty Baby (1956)
- Summer Love (1958)
- Touch of Evil (1958)
- Damn Citizen (1958)
- The Big Beat (1958)
- Operation Petticoat (1959)
- High Time (1960)
- Bachelor in Paradise (1961)
- The Great Impostor (1961)
- Breakfast at Tiffany's (1961)
- Days of Wine and Roses (1962)
- Hatari! (1962)
- Mr. Hobbs Takes a Vacation (1962)
- Experiment in Terror (1962)
- Soldier in the Rain (1963)
- Charade (1963)
- The Pink Panther (1963)
- Dear Heart (1964)
- A Shot in the Dark (1964)
- Man's Favorite Sport? (1964)
- The Great Race (1965)
- Moment to Moment (1965)
- Arabesque (1966)
- What Did You Do in the War, Daddy? (1966)
- Gunn (1967)
- Two for the Road (1967)
- Wait Until Dark (1967)
- The Party (1968)
- Me, Natalie (1969)
- Gaily, Gaily (1969)
- Sunflower (1970)
- Sometimes a Great Notion (1970)
- The Hawaiians (1970)
- Darling Lili (1970)
- The Molly Maguires (1970)
- The Night Visitor (1971)
- Frenzy (Rejected Score) (1972)
- Oklahoma Crude (1973)
- The Thief Who Came To Dinner (1973)
- Visions of Eight (1973)
- The Girl from Petrovka (1974)
- 99 and 44/100% Dead (1974)
- The White Dawn (1974)
- Jacqueline Susann's Once Is Not Enough (1975)
- The Return of the Pink Panther (1975)
- The Great Waldo Pepper (1975)
- Silver Streak (1976)
- W.C. Fields and Me (1976)
- The Pink Panther Strikes Again (1976)
- House Calls (1978)
- Angela (1978)
- Who Is Killing the Great Chefs of Europe? (1978)
- Revenge of the Pink Panther (1978)
- The Prisoner of Zenda (1979)
- Nightwing (1979)
- 10 (1979)
- Little Miss Marker (1980)
- A Change of Seasons (1980)
- Back Roads (1981)
- S.O.B. (1981)
- Condorman (1981)
- Mommie Dearest (1981)
- Victor Victoria (1982)
- Trail of the Pink Panther (1982)
- Curse of the Pink Panther (1983)
- Second Thoughts (1983)
- Better Late Than Never (1983)
- The Man Who Loved Women (1983)
- Harry & Son (1984)
- Lifeforce (1985)
- Santa Claus: The Movie (1985)
- The Great Mouse Detective (1986)
- A Fine Mess (1986)
- That's Life! (1986)
- Blind Date (1987)
- The Glass Menagerie (1987)
- Without a Clue (1988)
- Sunset (1988)
- Physical Evidence (1989)
- Welcome Home (1989)
- Ghost Dad (1990)
- Fear (1990)
- Switch (1991)
- Married to It (1991)
- Tom and Jerry: The Movie (1992)
- Son of the Pink Panther (1993)
- The Highland Choirs (2016)

## Bibliografija
- Mancini, Henry. Sounds and Scores: A Practical Guide to Professional Orchestration (1962)
- Mancini, Henry & Lees, Gene (2001) [1989]. Did They Mention The Music?: The Autobiography of Henry Mancini (Updated изд.). New York, New York: Cooper Square Books. ISBN 1461732115.

## Literatura
- Caps, John (2012), Henry Mancini: Reinventing Film Music, Champaign, Illinois: University of Illinois Press, ISBN 978-0252093845
- Henry Mancini: Sounds and Scores, Northridge Music, Inc. 1973, 1986
- Liner notes to RCA Victor LPM/LSP-1956
- Liner notes to RCA Victor LPM/LSP-3840
- Brown, Royal S. Overtones and Undertones: Reading Film Music (1994)
- Büdinger, Matthias. "An Interview with Henry Mancini" (Soundtrack, 7  (26):, 1988)
- Büdinger, Matthias. "Feeling Fancy Free" (Film Score Monthly, 10  (2):)
- Büdinger, Matthias. "Henry Mancini 1924–1994" (Film Score Monthly, No. 46/47, p. 5
- Büdinger, Matthias. "Henry Mancini Remembered' (Soundtrack, 13  (51):)
- Büdinger, Matthias. "Henry Mancini" (Soundtrack, 13  (50):, 1994)
- Büdinger, Matthias. "Whistling Away the Dark" (Film Score Monthly, No. 45, p. 7
- Larson, Randall. "Henry Mancini: On Scoring 'Lifeforce' and 'Santa Claus'" (interview) (CinemaScore, No. 15, 1987)
- Thomas, Tony. Music for the Movies (1973)
- Thomas, Tony. Film Score (1979)

## Spoljašnje veze
- Zvanični veb-sajt
- „Henry Mancini”. Oxford Music Online.
- Henri Mančini na sajtu  (jezik: engleski)
- Henri Mančini на веб-сајту  (језик: енглески)
- Henry Mancini на веб-сајту  (језик: енглески)
- Manning, Joe (2007). „Mancini's Peter Gunn Score Launched Dozens of Careers”. Mornings on Maple Street.
- „Henry Mancini interview”. The Pop Chronicles.
- „Obituaries: Henry Mancini”. The New York Times. 15. 6. 1994.